# 安藤梳蘚
安藤梳蘚（学名：Ctenidium andoi）为灰蘚科梳蘚屬下的一个种。

## 扩展阅读
- 維基物種上的相關：安藤梳蘚